# هيلين هانتينغتون هال
هيلين هانتينغتون هال (بالإنجليزية: Helen Huntington Hull)‏ هي نجمة اجتماعية أمريكية، ولدت في 9 أبريل 1893 في مانهاتن في الولايات المتحدة، وتوفيت في 11 ديسمبر 1976 في ستاتسبورغ في الولايات المتحدة.